# Campionati mondiali di ginnastica artistica 2011 - Trave di equilibrio

## Risultati
| Pos.    | Ginnasta          | Nazione     | Punteggio di partenza | Punteggio della giuria | Penalità | Totale |
| ------- | ----------------- | ----------- | --------------------- | ---------------------- | -------- | ------ |
| Oro     | Sui Lu            | Cina        | 6,600                 | 9,266                  | -        | 15,866 |
| Argento | Yao Jinnan        | Cina        | 6,300                 | 8,933                  | -        | 15,233 |
| Bronzo  | Jordyn Wieber     | Stati Uniti | 6,200                 | 8,933                  | -        | 15,133 |
| 4       | Alexandra Raisman | Stati Uniti | 6,400                 | 8,666                  | -        | 15,066 |
| 5       | Amelia Racea      | Romania     | 5,900                 | 8,633                  | -        | 14,533 |
| 5       | Julija Inšina     | Russia      | 5,700                 | 8,825                  | -        | 14,525 |
| 7       | Cătălina Ponor    | Romania     | 5,700                 | 8,541                  | -        | 14,241 |
| 8       | Viktorija Komova  | Russia      | 5,900                 | 7,866                  | -        | 13,766 |